# NPG Records
NPG Records ist ein von dem US-amerikanischen Musiker Prince im Juli 1993 gegründetes Independent-Label. Die Abkürzung „NPG“ steht für „New Power Generation“, eine gleichnamige Singleauskopplung aus dem Album Graffiti Bridge von 1990. Zudem ist es die Abkürzung für die Band The New Power Generation, die von 1991 bis 2015 Prince’ Begleitband war.
Abgesehen von Prince nahmen auch Künstler wie Andy Allo, Chaka Khan, George Clinton, Judith Hill, Larry Graham und Mavis Staples Alben für NPG Records auf. Seit seinem Tod im April 2016 wird das Label von The Prince Estate („Der Prince-Nachlass“) offiziell weitergeführt.

## Geschichte
1985 gründete Prince mit finanzieller Beteiligung des Major-Labels Warner Bros. Records, bei dem er damals unter Vertrag stand, das Musiklabel Paisley Park Records. Bei diesem Label erschienen unter anderem seine Alben Around the World in a Day (1985), Parade (1986), Sign "☮" the Times (1987), Lovesexy (1988), Graffiti Bridge (1990), Diamonds and Pearls (1991) und Love Symbol (1992).
Doch als Prince Anfang 1993 an einem neuen Album mit Namen Gold Nigga arbeitete, das er unter The New Power Generation herausbringen wollte, kam es zu einem Streit zwischen ihm und Warner Bros. Records. Das Major-Label verlangte eine Schaffenspause und wollte ein Greatest-Hits-Album von ihm auf den Markt bringen, worauf er sich in seiner künstlerischen Freiheit eingeschränkt sah. Deswegen legte er seinen Künstlernamen von Juni 1993 bis zum Mai 2000 ab und trug stattdessen ein unaussprechbares Symbol als Pseudonym.
Am 21. Juli 1993 ließ Prince den Namen „NPG Records“ als Registered Trade Mark in den USA als Handelsmarke offiziell eintragen, und am 1. Februar 1994 beendete Warner Bros. Records die Zusammenarbeit mit Paisley Park Records. Im gleichen Monat veröffentlichte Prince mit The Most Beautiful Girl in the World die erste Single, die er bei NPG Records herausbrachte. Diese ließ er innerhalb der USA über das Independent-Label Bellmark Records vertreiben und außerhalb der USA von der Edel Company. Beides war nur möglich, weil Prince die Genehmigung von Warner Bros. Records erhielt. Warner willigte damals nur unter der Bedingung ein, dass Prince die Musikpromotion und sämtliche Vorauszahlungen für die Single selbst übernahm, wofür er insgesamt zwei Millionen US-Dollar (damals ungefähr 1,6 Millionen Euro) investierte. Das erste Studioalbum, das er ohne Unterstützung eines Major-Labels über NPG Records veröffentlichte, war Crystal Ball im Januar 1998.
Parallel zu seinem bis zum 31. Dezember 1999 bestehenden Vertrag bei Warner Bros. Records veröffentlichte Prince unter seinem unaussprechbaren Symbol mehrere Tonträger bei NPG Records, vertrieben in Zusammenarbeit mit verschiedenen Musiklabels. Nach seinem Tod im April 2016 wird NPG Recordes von The Prince Estate offiziell geführt.

## Personal

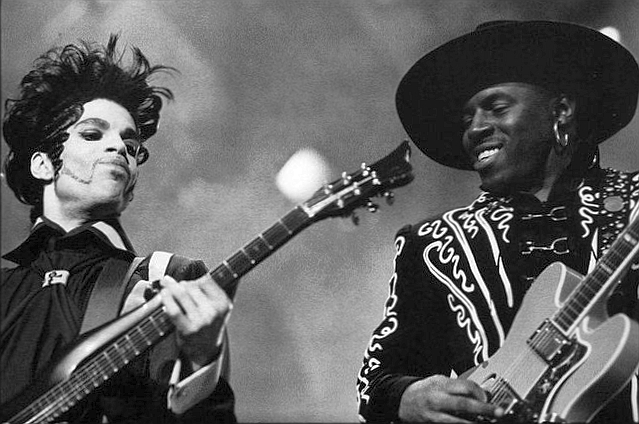
Prince und Levi Seacer Jr., 1993

Nach Ende der Act II Show im September 1993 übernahm auf Prince’ Wunsch Levi Seacer Jr. (* 30. April 1961 in Richmond, Kalifornien) und dessen damalige Freundin Karen Lee die Leitung von NPG Records. Seacer war ehemaliger Bassist und Gitarrist bei The New Power Generation und Lee war Prince’ Publizistin. Doch im November 1994 verließen die beiden ohne Angabe von Gründen NPG Records. Anschließend war Prince selbst CEO des Labels und beschäftigte 25 Mitarbeiter.
Von Januar 2013 bis Mai 2016 – Prince starb am 21. April 2016 – wurde NPG Records von Trevor Guy geführt, der ab 2012 unter anderem als Gitarrentechniker für Prince arbeitete und bis August 2022 für Geschäftsentwicklungen des Paisley Park Studios sowie als Creative Director für The Prince Estate zuständig gewesen war. Guy ist mit der ehemaligen 3rdEyeGirl-Gitarristin Donna Grantis (* 28. September 1986) verheiratet. Seit 2018 leitet The Prince Estate das Label NPG Records und hat dafür 11 bis 50 Mitarbeiter angestellt.

## Urheberrechte
Die Rechtslage der Urheberrechte-Tonträger, die Prince bei NPG Records veröffentlichen durfte und welche nicht, war zuweilen kompliziert; beispielsweise dienten die fünf Alben Come, Black Album, Girl 6, Chaos and Disorder und The Vault … Old Friends 4 Sale aus den Jahren 1994 bis 1999 seiner Vertragserfüllung mit Warner Bros. Records, weswegen diese Alben nur über das Major-Label vertrieben wurden. Auch die beiden Greatest-Hits-Kompilationen The Very Best of Prince und Ultimate der Jahre 2001 und 2006 zählten zur Vertragserfüllung, obwohl Prince in dieser Zeit bei Warner nicht mehr unter Vertrag stand. Für die genannten sieben Alben übernahm er keine Musikpromotion und betonte in der Öffentlichkeit, es handle sich um „vertragliche Verpflichtungen“. 2014 kehrte Prince aber zu Warner zurück und unterschrieb einen Vertrag für eine Gültigkeit von zwölf Monaten, in denen er die beiden Alben Art Official Age und Plectrumelectrum veröffentlichte.
Die beiden Alben The Voice von Mavis Staples und Hey Man … Smell My Finger von George Clinton wurden 1993 ursprünglich bei Paisley Park Records veröffentlicht, vertrieben von Warner. Aber 1994 und 1995 brachte Prince überarbeitete Versionen beider Alben auf NPG Records heraus.
Für alle Tonträger, die bei NPG Records veröffentlichte worden sind, erhielt Prince sämtliche Urheberrechte der Master Tapes.

## Künstler bei NPG Records

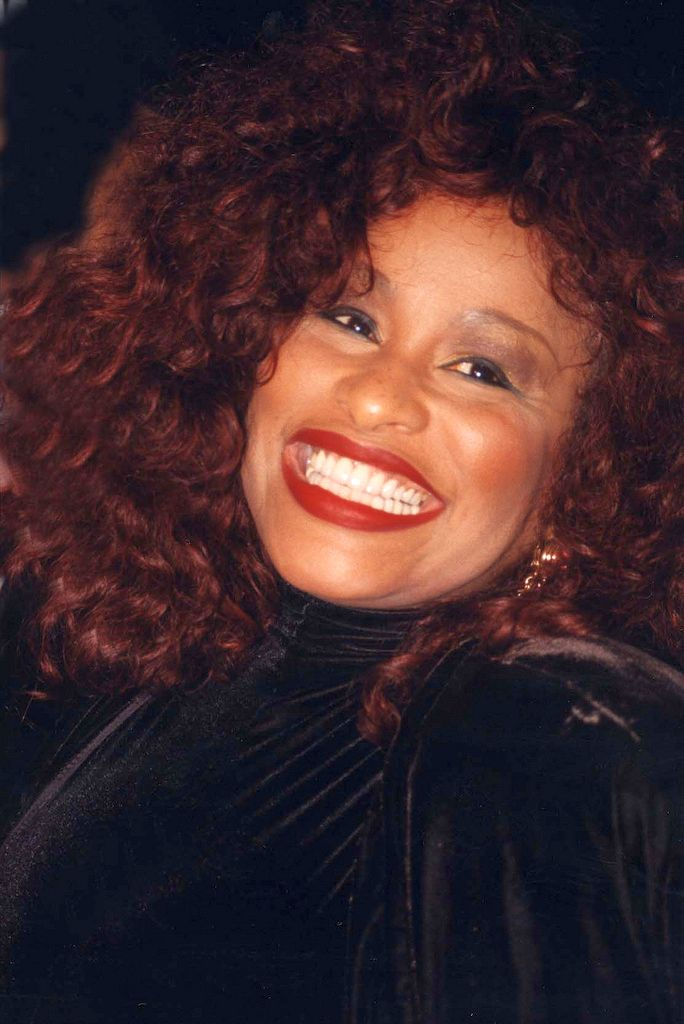
Chaka Khan, 1997

Über NPG Records vertrieb Prince ab August 1993 sämtliche seiner eigenen Tonträger sowie die von seinen damaligen Nebenprojekten. Auf allen bei NPG Records veröffentlichten Tonträgern ist er involviert; entweder komponierte er Songs, spielte Instrumente ein oder übernahm zuweilen den Gesang. Einzige Ausnahme bildet das von dem damals 13-Jährigen Jacob Armen veröffentlichte Album Drum Fever (1995), auf dem Prince nicht mitwirkte.
Abgesehen von seinen eigenen Tonträgern war der kommerzielle Erfolg von Künstlern bei NPG Records ähnlich gering wie bei Paisley Park Records. Lediglich die beiden Alben Exodus (1995) und Newpower Soul (1998) von The New Power Generation erzielten Platzierungen in den internationalen Hitparaden; sowohl Exodus als auch Newpower Soul erreichten in einigen Ländern Europas die Top 40, wobei sich Newpower Soul auch in den Top 30 der US-Charts platzieren konnte. Gold- oder Platinstatus erzielte kein Tonträger von Prince’ Nebenprojekten.

## Diskografie
In der Diskografie sind alle Alben und EPs aufgelistet, die bei NPG Records veröffentlicht worden sind. Die Spalte „Vertrieb“ zeigt an, mit welchem Label NPG Records kooperiert hatte. Singleauskopplungen oder sonstige Tonträger sind in der Liste nicht zu finden.

### Prince-Alben

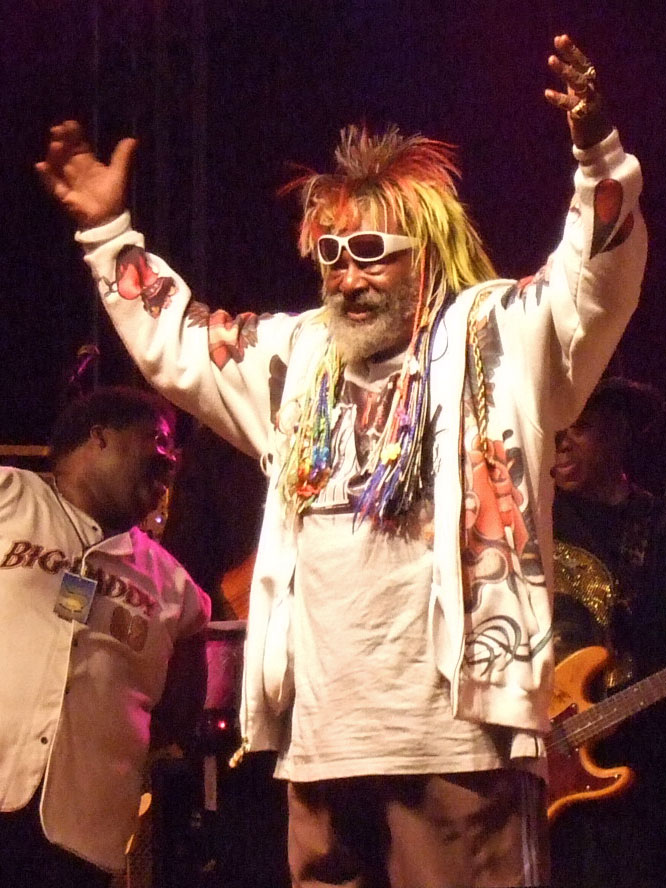
George Clinton, 2007

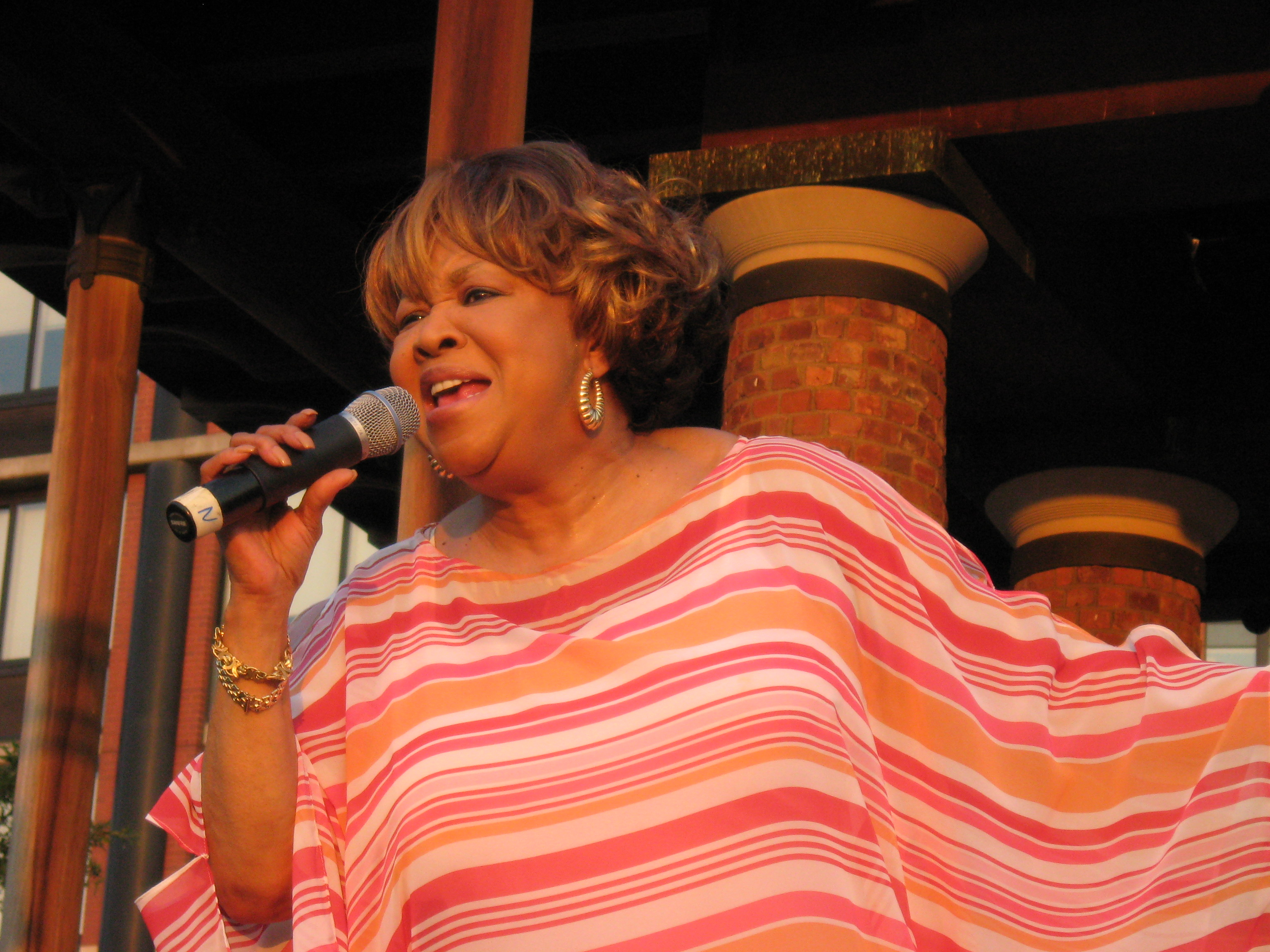
Mavis Staples, 2007

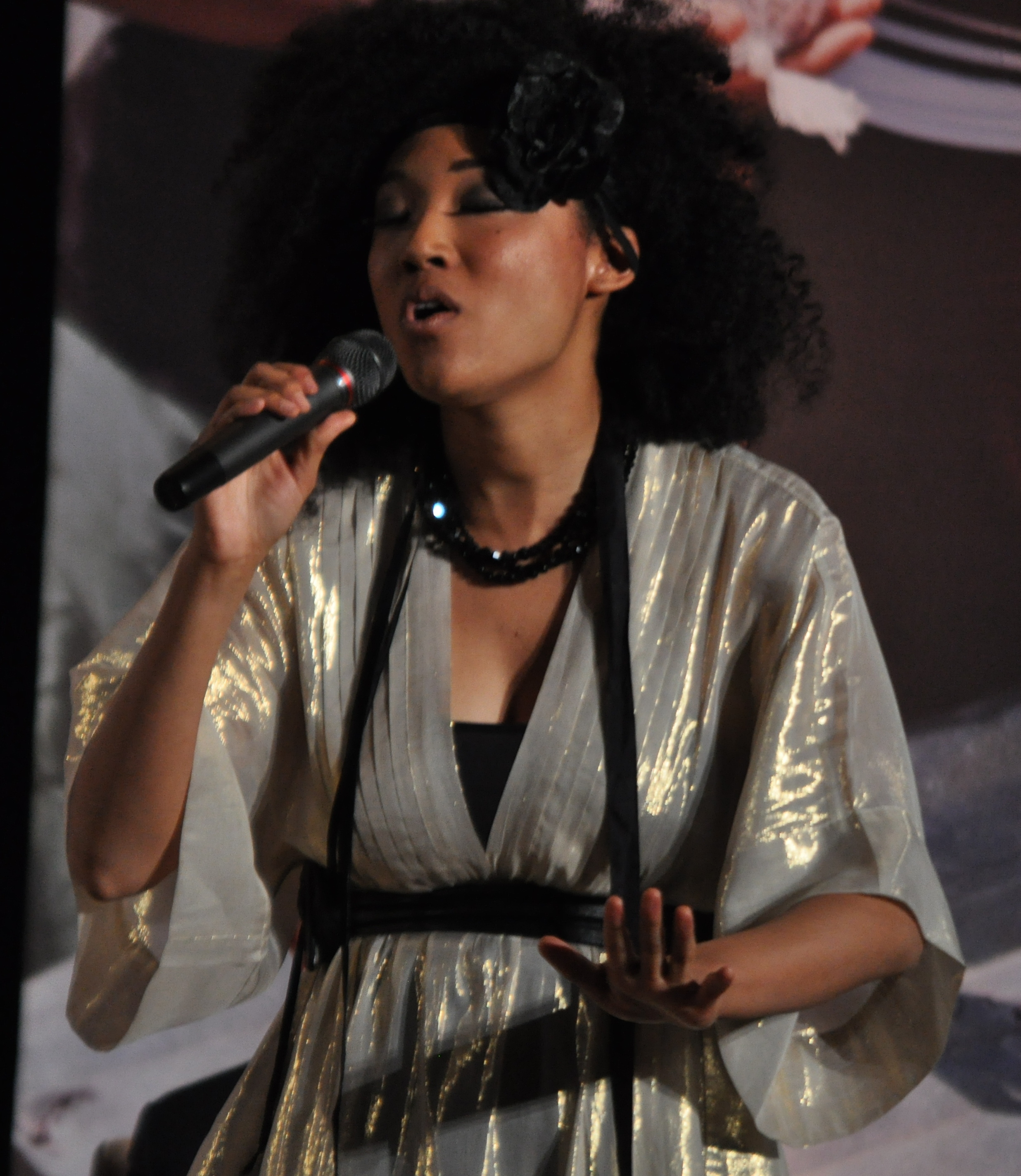
Judith Hill, 2011

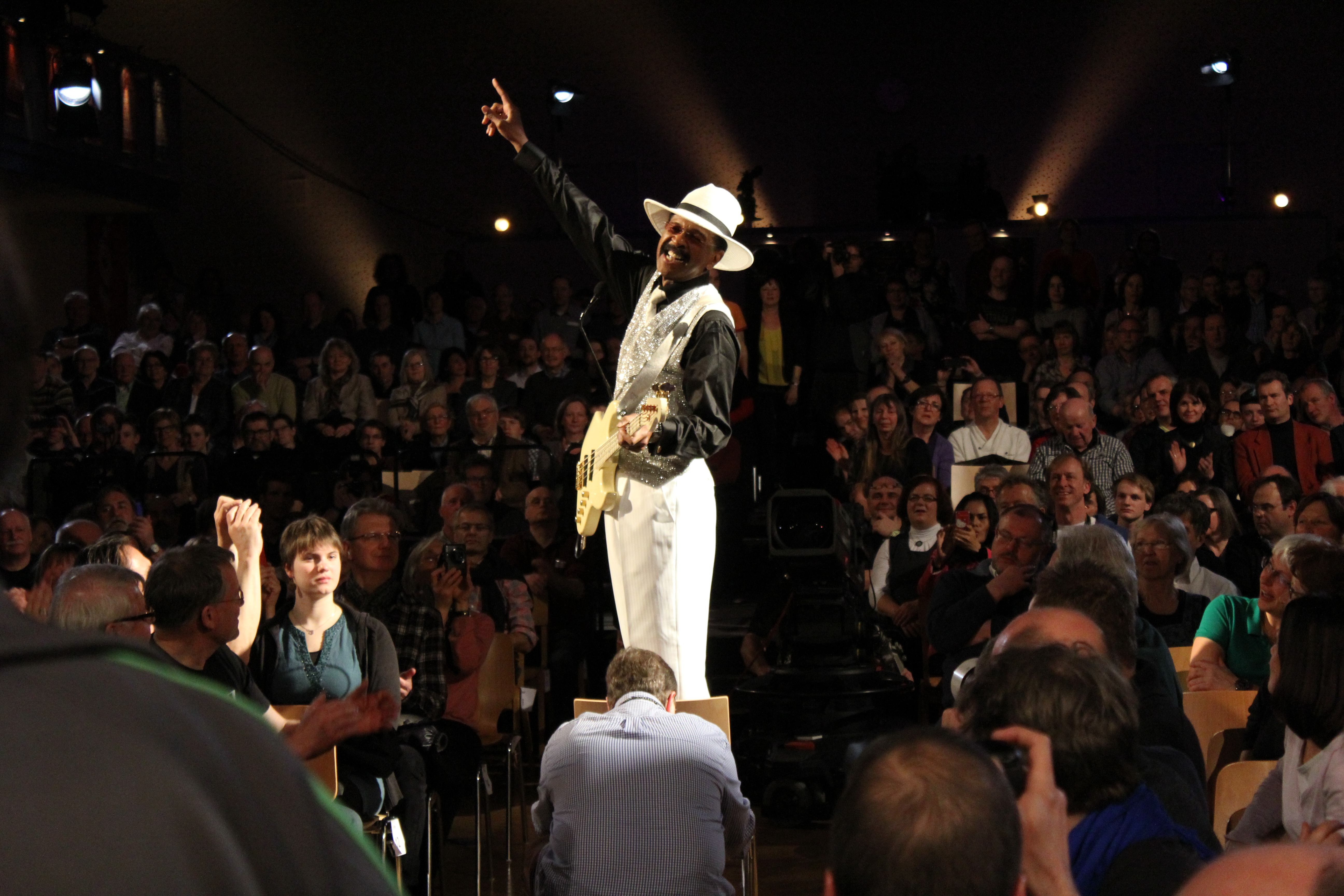
Larry Graham, 2013

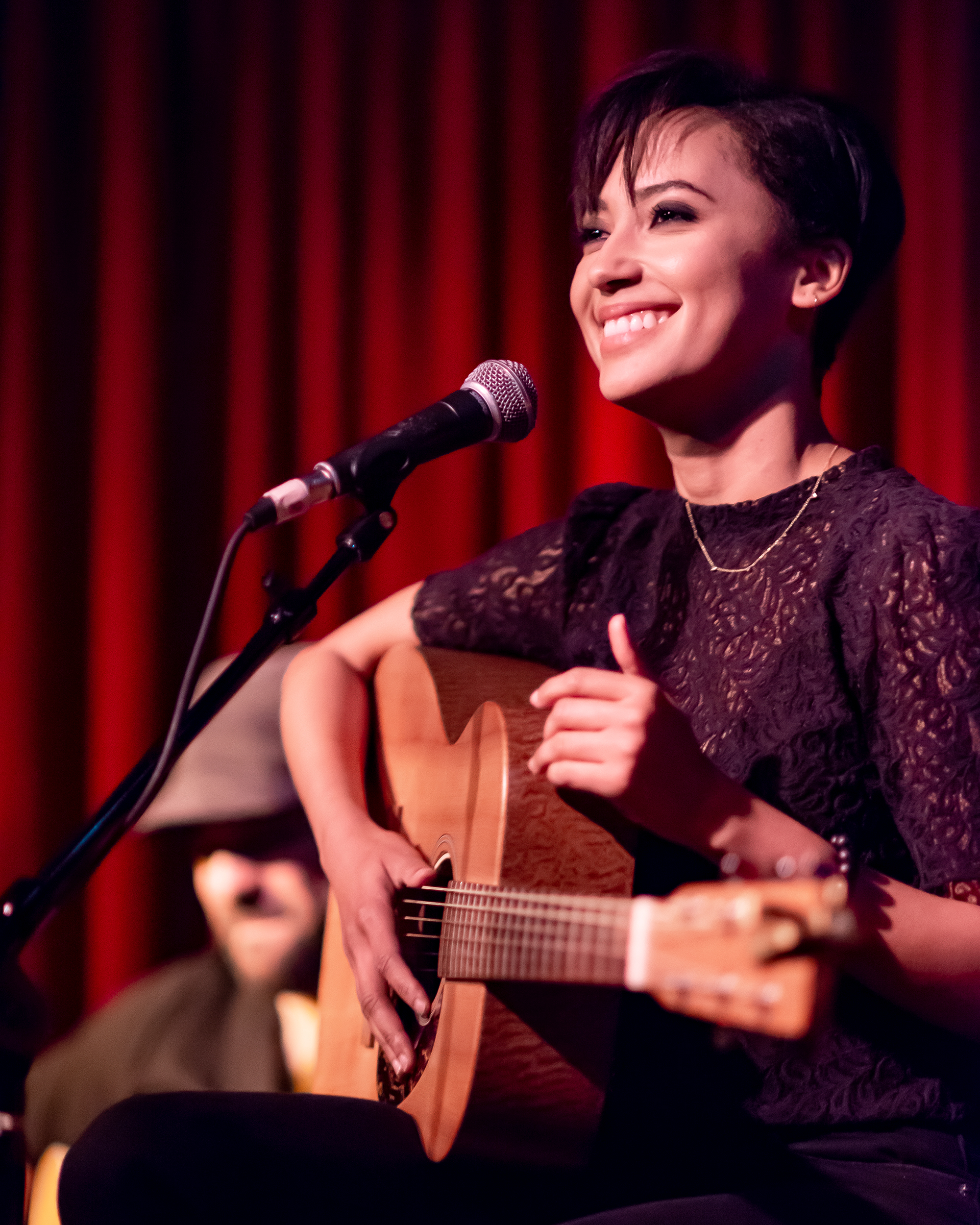
Andy Allo, 2018

| Mai 1994   | The Beautiful Experience EP                                         | Bellmark Records                         | Prince (als Symbol)                 |
| Juli 1995  | The Versace Experience (Prelude 2 Gold)                             | Warner Bros. Records                     | Prince (als Symbol)                 |
| Sep. 1995  | Eye Hate U Remixes EP                                               | Warner Bros. Records                     | Prince (als Symbol)                 |
| Sep. 1995  | The Gold Experience                                                 | Warner Bros. Records                     | Prince (als Symbol)                 |
| Nov. 1996  | Emancipation                                                        | EMI Records                              | Prince (als Symbol)                 |
| Jan. 1998  | Crystal Ball                                                        | NPG Records                              | Prince (als Symbol)                 |
| Jan. 1998  | The Truth                                                           | NPG Records                              | Prince (als Symbol)                 |
| Feb. 1999  | 1999–The New Master                                                 | NPG Records                              | Prince and The Revolution           |
| Nov. 1999  | Rave Un2 the Joy Fantastic                                          | Arista Records                           | Prince (als Symbol)                 |
| Nov. 1999  | The Greatest Romance Ever Sold Remixes EP                           | Arista Records                           | Prince (als Symbol)                 |
| Apr. 2001  | Rave In2 the Joy Fantastic                                          | NPG Records                              | Prince (als Symbol)                 |
| Nov. 2001  | The Rainbow Children                                                | Redline Entertainment                    | Prince                              |
| Mai 2002   | One Nite Alone …                                                    | NPG Music Club                           | Prince                              |
| Dez. 2002  | One Nite Alone … Live!                                              | MP Media                                 | Prince and The New Power Generation |
| Dez. 2002  | One Nite Alone … The Aftershow: It Ain’t Over!                      | MP Media                                 | Prince and The New Power Generation |
| Jan. 2003  | Xpectation                                                          | NPG Music Club                           | Prince                              |
| Jan. 2003  | C-Note                                                              | NPG Music Club                           | Prince                              |
| Juli 2003  | N.E.W.S                                                             | MP Media                                 | Prince                              |
| März 2004  | The Chocolate Invasion                                              | NPG Records                              | Prince                              |
| März 2004  | The Slaughterhouse                                                  | NPG Records                              | Prince                              |
| Apr. 2004  | Musicology                                                          | Columbia Records                         | Prince                              |
| März 2006  | 3121                                                                | Universal Records                        | Prince                              |
| Juli 2007  | Planet Earth                                                        | Columbia Records                         | Prince                              |
| Sep. 2008  | Indigo Nights                                                       | NPG Records                              | Prince                              |
| März 2009  | Lotusflow3r                                                         | Target Corporation                       | Prince                              |
| Sep. 2009  | MPLSound                                                            | Because Music                            | Prince                              |
| Juli 2010  | 20Ten                                                               | NPG Records                              | Prince                              |
| Okt. 2013  | The Breakfast Experience EP                                         | NPG Records                              | Prince                              |
| Sep. 2014  | Plectrumelectrum                                                    | Warner Bros. Records                     | Prince and 3rdEyeGirl               |
| Sep. 2014  | Art Official Age                                                    | Warner Bros. Records                     | Prince                              |
| Sep. 2015  | HITnRUN Phase One                                                   | Tidal                                    | Prince                              |
| Dez. 2015  | HITnRUN Phase Two                                                   | Tidal                                    | Prince                              |
| Nov. 2016  | 4Ever                                                               | Warner Bros. Records                     | Prince (ab 2016 postum)             |
| Juni 2017  | Purple Rain Deluxe                                                  | Warner Bros. Records                     | Prince                              |
| Aug. 2018  | Anthology: 1995–2010                                                | Legacy Recordings                        | Prince                              |
| Sep. 2018  | Piano & A Microphone 1983                                           | Warner Bros. Records                     | Prince                              |
| Apr. 2019  | His Majesty’s Pop Life/The Purple Mix Club (Wiederveröffentlichung) | Warner Bros. Records                     | Prince                              |
| Juni 2019  | Originals                                                           | Warner Bros. Records / Tidal             | Prince                              |
| Nov. 2019  | 1999 Super Deluxe                                                   | Warner Bros. Records                     | Prince                              |
| Sep. 2020  | Sign o’ the Times Super Deluxe                                      | Warner Bros. Records                     | Prince                              |
| Juli 2021  | Welcome 2 America                                                   | Legacy Recordings                        | Prince                              |
| Juni 2022  | Prince and the Revolution: Live                                     | Legacy Recordings                        | Prince                              |
| Okt. 2023  | Diamonds and Pearls Deluxe                                          | Legacy Recordings / Warner Bros. Records | Prince and The New Power Generation |
| Gesamt: 43 |                                                                     |                                          |                                     |

### Diverse Interpreten
| Aug. 1993  | Gold Nigga                                         | NPG Records              | The New Power Generation |
| Aug. 1994  | 1-800 New Funk (Sampler)                           | Edel Company             | 1-800-New-Funk           |
| Okt. 1994  | Hey Man … Smell My Finger (Wiederveröffentlichung) | Columbia Records         | George Clinton           |
| Jan. 1995  | The Voice (Wiederveröffentlichung)                 | NPG Records              | Mavis Staples            |
| März 1995  | Exodus                                             | Edel Company             | The New Power Generation |
| Sep. 1995  | Drum Fever                                         | Edel Company             | Jacob Armen              |
| Nov. 1995  | Child of the Sun                                   | Edel Company             | Mayte Garcia             |
| Feb. 1997  | Kamasutra                                          | NPG Records              | The NPG Orchestra        |
| Juni 1998  | Newpower Soul                                      | Sony Music Entertainment | The New Power Generation |
| Juli 1998  | GCS 2000                                           | NPG Records              | Larry Graham             |
| Sep. 1998  | Come 2 My House                                    | RCA Records              | Chaka Khan               |
| März 2009  | Elixer                                             | Target Corporation       | Bria Valente             |
| Nov. 2012  | Superconductor                                     | NPG Records              | Andy Allo                |
| Feb. 2014  | The Unexpected                                     | 1860 Property, LLC       | Liv Warfield             |
| Okt. 2015  | Back in Time                                       | NPG Records              | Judith Hill              |
| Nov. 2015  | Oui Can Luv                                        | Tidal                    | Andy Allo                |
| Gesamt: 16 |                                                    |                          |                          |